# Немецкая военная администрация в Сербии
Немецкая военная администрация в Сербии (нем. Gebiet des Militärbefehlshabers in Serbien, неофициальное название — Недичевская Сербия) — период в истории Сербии, когда она находилась под немецкой военной оккупацией во время Второй мировой войны. 
Территория администрации включала в себя большую часть современной центральной Сербии, а также северную часть Косово и Банат. Эта территория была единственной регионом разделенной Югославии, в котором немецкие оккупанты установили прямое военное правительство. Это было связано с важностью ключевых железнодорожных и дунайских путей, проходящих через регион, а также наличием ценных ресурсов, таких как цветные металлы.
Из числа сербов, сотрудничающих с оккупационными силами, вначале был сформирован «Гражданский комиссариат для управления хозяйственными делами Сербии», а после его роспуска в августе 1941 года — Правительство национального спасения во главе с генералом югославской армии Миланом Недичем, также министром обороны при правительстве. Правительство национального спасения Недича было вспомогательным органом оккупационной администрации и не имело никакого статуса на международном уровне, в том числе не имело признания как субъекта международных отношений и со стороны стран «оси». В конце 1944 года советские войска и коммунистические партизаны Тито заняли территорию Сербии, которая (вместе с перешедшими ей частями Хорватии, Венгрии, Албании, Болгарии и Черногории) была преобразована в Социалистическую Республику Сербия в составе СФРЮ.

## История
В начале Второй мировой войны Югославия провозгласила нейтралитет. 25 марта 1941 года Югославия присоединилась к Берлинскому пакту, подписав Венский протокол. 27 марта премьер-министр Цветкович был свергнут, он и министры его кабинета арестованы. На совещании в Генштабе новым премьером избран генерал Душан Симович. Также от власти отстранён принц-регент Павел, вместо которого на престол возведён объявленный ради этого совершеннолетним 17-летний король Пётр II. Народ Сербии воспринял переворот с ликованием и надеждой на изменение внешнеполитического курса, переориентацию с Германии. Несмотря на заявление главы МИДа Югославии Нинчича о продолжении участия в Тройственном Союзе, 27 марта Германия приняла решение о начале подготовки захвата Югославии, который был готов через 3 дня и установлена дата нападения — 6 апреля 1941 года. Балканская кампания Германии длилась всего одиннадцать дней и закончилась капитуляцией Югославии.
После быстрой победы над Королевством Югославия, последняя была разделена на десять частей с различным статусом. Сербия получила статус независимого государства под немецкой военной администрацией. В состав Сербии вошли т. н. Центральная Сербия и западная часть Баната (более 1/4 Югославии) с населением 4,5 млн человек. Сербия играла важную роль для снабжения Германии сырьём и материалами. В ней были развиты базовые отрасли промышленности, необходимые немецкой экономике. Из Сербии в Германию поставлялись кукуруза и пшеница. До конца войны границы Сербии неоднократно менялись в пользу её соседей (Хорватии, Венгрии, Болгарии, Албании).

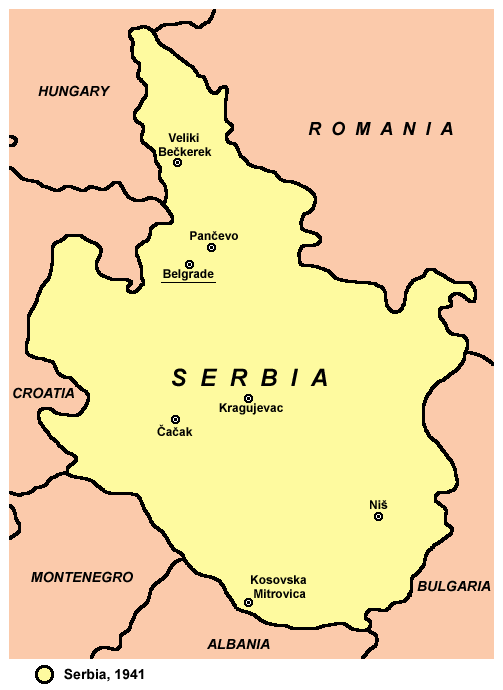
1941
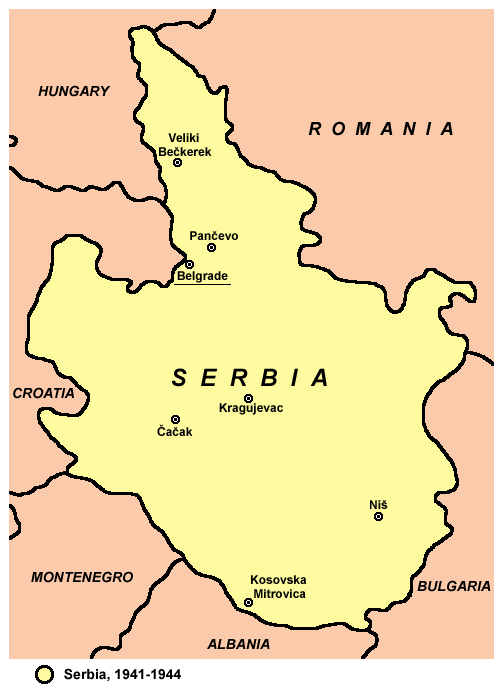
1941—1944

## Административно-территориальное деление
Первоначально территория Сербии была разделена на три бановины: Дунайскую с центром в Смедереве, Моравскую с центром в Нише, Дринскую с центром в Ужице и город Белград. 26 декабря 1941 года было введено новое деление на 14 округов:
| - | - Округ Шабац - Округ Валево - Округ Ужице - Округ Белград - Округ Крагуевац - Округ Кралево - Округ Иваница | - Округ Большой Бечкерек (регион Банат) - Округ Пожаревац - Округ Ягодина - Округ Крушевац - Округ Заечар - Округ Ниш - Округ Лесковац |

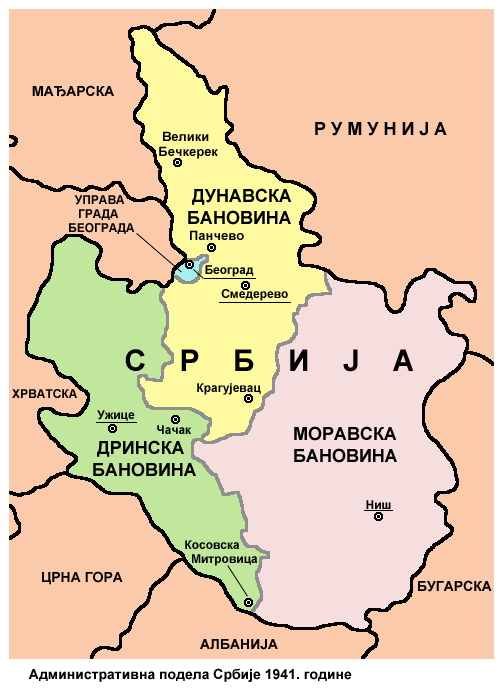
Административно-территориальное деление Сербии (1941)
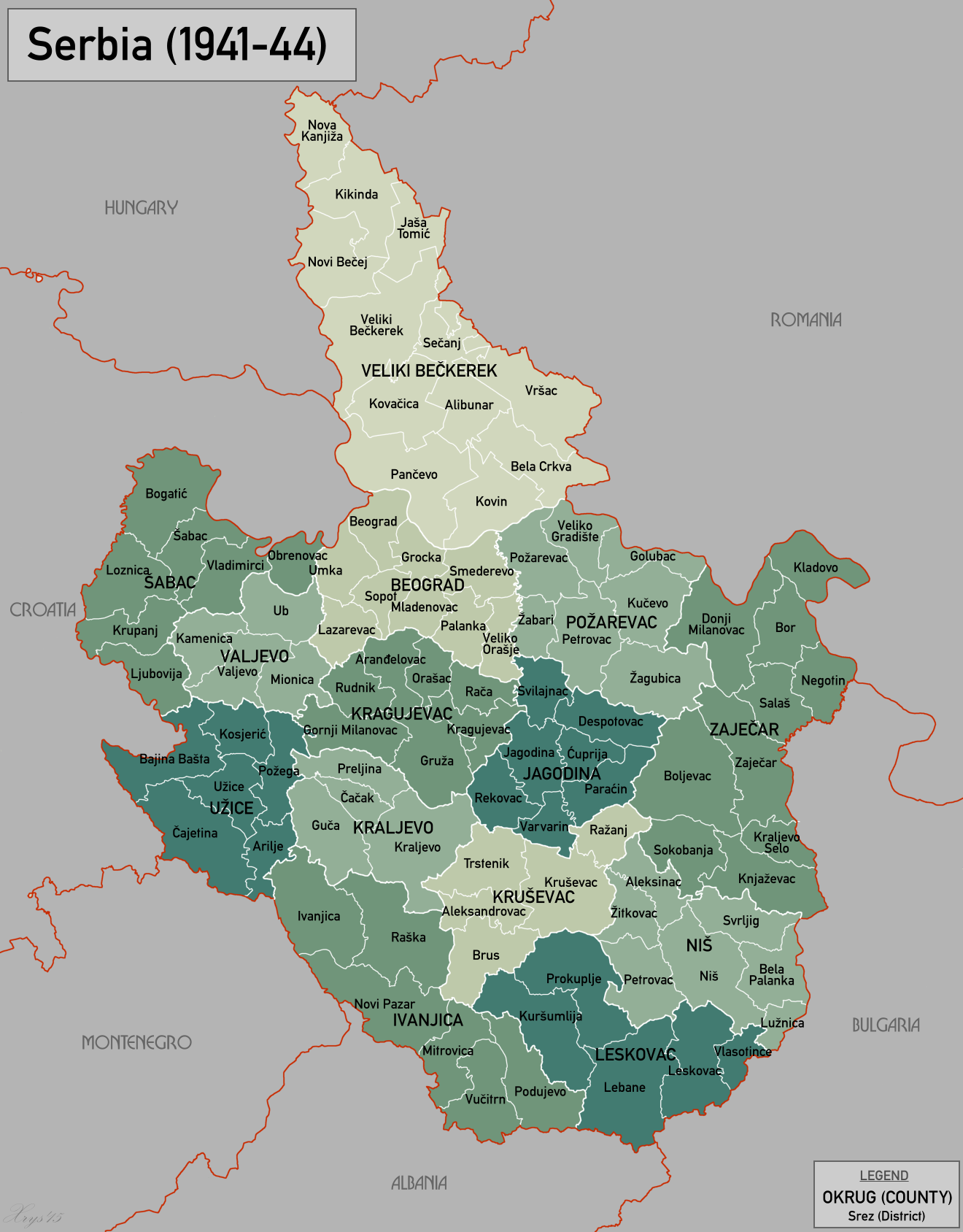
Административно-территориальное деление Сербии (1941—1944)

## Немецкое национальное меньшинство в Сербии
В сербской части Баната проживало значительное количество немцев (около 131 000). С 27 марта 1941 года Германия через своё специальное ведомство, занимающееся организациями диверсий, возглавляемое Эрвином фон Лахузеном, поставила банатским немцам, а также венграм под их руководством значительное количество оружия. Этническим лидером стал Сепп Янко. После захвата Югославии Янко получил права на управление Банатом в культурной и образовательной сфере. Проводилась политика дискриминации по отношению к ненемецким народам, в результате чего большинство немцев покинуло Сербию после войны, боясь возмездия.

## Немецкая оккупация и повстанцы
Повстанческие силы не могли эффективно противостоять немецкой армии. Гитлер решил, что лишь часть войск должна остаться на занимаемых позициях, а остальные — двинуться дальше, к местам расположения горнодобывающей промышленности. Для борьбы с партизанами была создана Сербская государственная стража в формальном подчинении правительству Недича, которая впоследствии перешла под контроль Высшего руководителя СС и полиции и стала вспомогательными силами оккупационных войск.
Недич оказал военную помощь четникам под руководством Димитрия Лётича.
Недич также поддерживал тесные контакты с полковником Дражей Михаиловичем. Он отличался сербским национализмом и поддерживал идею создания Великой Сербии, чему противились немцы, поддерживающие усташей в Хорватии. 20 октября 1944 года Белград был освобождён Армией СССР и партизанами Тито.
Во время оккупации немцы истребили практически все еврейское население региона, в чем им помогали сербские коллаборационисты. Так, концентрационный лагерь Баница в Белграде находился под совместным управлением режима Недича и немецкой армии. Сербия стала второй страной в Европе, после Эстонии, провозгласившей себя Judenfrei (свободной от евреев). Во время Второй мировой войны было убито около 14 500 сербских евреев — 90% еврейского населения Сербии, составлявшего 16 000 человек. После войны несколько ключевых немецких и сербских лидеров на оккупированных территориях были представлены перед судом и казнены за военные преступления.

## Депортация сербов
Для немецкой экономики наиболее важным промышленным комплексом в Сербии являлся горнодобывающий комплекс по добыче меди в Боре. Осенью 1942 года в шахтах работали около 30 000 сербов, лишь треть из которых делали это добровольно. Несмотря на возрастающие потребности немецкой экономики из-за неважных дел на советском направлении, депортация сербов продолжалась. Только летом 1943 года, из-за нехватки рабочей силы, Гитлер приказал не расстреливать всех пленных подряд, а часть из них отправлять на принудительные работы. В 1943 году на Германию бесплатно работали 115 000 человек из числа нехорватского населения Югославии, в 1944 году — 100 000. Кроме того, существовал «резерв» из 100 000 военнопленных из бывшей югославской армии.